# Rashaya (distrito)
Distrito Rashaya (em árabe: قضاء راشيا) é um distrito administrativo localizado na província de Beqaa em Líbano.

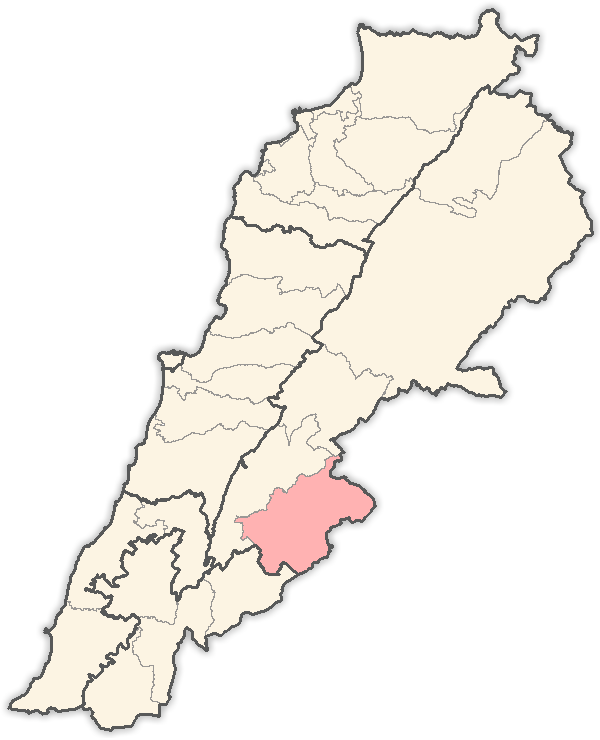

Em 1943, vários políticos nacionalistas proeminentes foram presos no Castelo de Rashaya pela administração do Mandato Francês. Finalmente cedendo à crescente pressão interna e internacional, a França libertou os prisioneiros em 22 de novembro de 1943; desde então, este dia é comemorado como o Dia da Independência..